# Bob Holness
Robert John Wentworth Holness (Vryheid, 12 de novembro de 1928 - Toronto, 6 de janeiro de 2012) foi um apresentador de rádio e televisão britânico e sul-africano.